# Luigi Bertolini
Pour les articles homonymes, voir Bertolini.
Luigi Bertolini (né le 13 septembre 1904 à Busalla dans la province de Gênes en Ligurie et mort le 11 février 1977 à Turin dans le Piémont) est un footballeur international italien champion du monde (jouant au milieu de terrain) et entraîneur.

## Biographie
Né en Ligurie d'un père véronais et d'une mère originaire d'Alexandrie, Luigi Bertolini commence le football dans les années 1920 avec le club de Savone, travaillant en même temps dans la sidérurgie dans la même ville.
En tant que joueur professionnel, il commence en troisième division italienne à l'Alessandria Unione Sportiva qui le repère (les observateurs piémontais furent contraints de lui mentir pour l'avoir dans leur équipe, lui promettant en contrepartie un bon travail qu'il n'eut finalement jamais). Il se retrouve durant cette période dans un cas de précarité, réparant des bicyclettes et manquant souvent les repas (bien que ses talents lui permirent d'être repéré par Carlo Carcano en sélection).
Surnommé par les tifosi « Settepolmoni » (sept poumons) pour sa grande résistance, il est ensuite transféré en 1931 à la Vieille Dame, pendant six saisons, remportant quatre scudetti de suite (1932 à 1935). Il joue son premier match pour la Juve le 12 juillet 1931 lors d'un succès 2-1 sur le Sparta Prague en Coupe d'Europe centrale.
Il finit sa carrière avec l'AC Tigullia qui changera de nom en 1939 pour Rapallo Ruentes. Il ne remporta rien avec ce club. 
Bertolini fut international italien à 26 reprises (1929–1935) pour aucun but inscrit. À la Coupe du monde de football de 1934, il joua quatre sur les cinq, ne ratant que le premier match contre l'Espagne. Il remporta le tournoi. De même, il remporta la coupe internationale 1933-1935.
Il fut l'entraîneur de trois clubs italiens lors de l'après-guerre de 1946 à 1952 (Acireale Calcio, Juventus et Brescia Calcio), mais il ne remporta aucun titre.
En 1951, il devient le nouvel entraîneur par intérim du club avec qui il connut auparavant la gloire en tant que joueur, la Juve (remplaçant l'anglais Jesse Carver pour 10 journées du championnat 1950-51).

Il dirige son premier match sur le banc bianconero le 9 septembre 1951 lors d'un match nul 1-1 contre le SPAL en Serie A.
Il meurt en 1977 à l'âge de 72 ans des suites d'un anévrisme aortique.

## Palmarès

### Club
| Juventus - Championnat d'Italie (4) : - Champion : 1931-32, 1932-33, 1933-34 et 1934-35. |  | Rapallo Ruentes - Championnat de Ligurie (1) : - Champion : 1937-38. |

### Sélection
Italie
- Coupe du monde (1) :
  - Vainqueur : 1934.

- Coupe internationale (1) :
  - Vainqueur : 1933-1935.